# Креспи-ле-Нёф
Креспи́-ле-Нёф (фр. Crespy-le-Neuf) — коммуна во Франции, находится в регионе Шампань — Арденны. Департамент — Об. Входит в состав кантона Сулен-Дюи. Округ коммуны — Бар-сюр-Об.
Код INSEE коммуны — 10117.
Коммуна расположена приблизительно в 175 км к востоку от Парижа, в 65 км южнее Шалон-ан-Шампани, в 45 км к востоку от Труа.

## Население
Население коммуны на 2008 год составляло 149 человек.
| 1962 | 1968 | 1975 | 1982 | 1990 | 1999 | 2008 |
| ---- | ---- | ---- | ---- | ---- | ---- | ---- |
| 191  | 161  | 124  | 130  | 139  | 146  | 149  |

## Администрация
| Период | Период | Фамилия     | Партия | Примечания |
| ------ | ------ | ----------- | ------ | ---------- |
| 2001   | 2008   | Ги Шапо     |        |            |
| 2008   |        | Клод Фромон |        |            |

## Экономика
В 2007 году среди 99 человек в трудоспособном возрасте (15—64 лет) 79 были экономически активными, 20 — неактивными (показатель активности — 79,8 %, в 1999 году было 77,9 %). Из 79 активных работали 73 человека (43 мужчины и 30 женщин), безработных было 6 (1 мужчина и 5 женщин). Среди 20 неактивных 7 человек были учениками или студентами, 6 — пенсионерами, 7 были неактивными по другим причинам.